# 电话口译
电话口译是口译员以电话为媒介，帮助说不同语言的人沟通的一种服务。电话口译员将听到的语言翻译为另一种语言，促使对话双方能够理解对话内容。大多数电话口译会采用交替的模式。口译员会等到对话一方讲完一个段落后进行翻译。
电话口译是提供口译服务的一种形式或传递机制。提供口译服务的其他形式包括现场口译以及为听力障碍以及听力困难人士提供的视频口译。

## 发展历程
- 1973：澳大利亚采用免费的电话口译服务来满足其日益发展的移民社区的需要。[1]
- 1981：美国第一次提供电话口译服务。[2]

- 1981-1990：在美国，电话口译拓展到包括金融服务，远程通信，医疗服务以及公共安全在内的主要领域。[3]

- 20世纪90年代：长途电话的通话费用的降低、免费电话以及移民潮的出现，促使电话口译的需求显著提升。[3]

- 1995：语言服务公司Kevmark（后更名为CyraCome）取得了一项为电话口译设计的多功能手机专利。[4]
- 1999 AT&T出售语言热线服务公司。[5]

- 21世纪初：电话口译变得更加复杂。消费者注重口译的质量、更迅速的连接速度以及客户服务。
- 2005：美国的电话口译市场价值约为两亿美元。[3]
- 2013：语言热线服务公司（Language Lines Services）收购了太平洋口译员公司（Pacific Interpreters）.[6]

## 提供商
许多组织机构都会提供电话口译服务，包括：盈利公司、政府机构、非盈利团体以及机构内部的分支，例如，澳大利亚,，南非以及新西兰的政府机构。

### 美国
在美国，电话口译在联邦法庭的用途相当广泛。同时，人们也经常使用大量的商业性电话口译服务。许多提供商为顾客提供一百五十种多种的语言服务。其中一些提供商也表示他们可以无论何时、仅仅花几秒钟就可以联系一位口译员。一些医院以及医疗机构也会提供电话口译服务。
美国主要的电话口译提供商有语言热线服务公司（Language Line Services）、CyraCom国际公司以及太平洋口译员公司（Pacific Interpreters）。在2009年，CyraCom被列为世界第二大电话口译供应商，仅次于排名第一的语言热线服务公司，而太平洋口译公司则名列第五。
在2013年，语言热线服务公司收购了太平洋口译员公司。

### 英国
美国的语言热线股份有限公司于2006年在英国获批了与其同名的慈善机构。英国的社会运动家麦克尔•杨(Michael Young)注意到在皇家伦敦医院，语言上的障碍在少数民族间催生了一些不合规范的口译服务。而后，他获批资金，于1990年开始提供免费电话口译服务。道格斯岛（Isle of Dogs）上的警方成为他的第二位客户。后来他开始接受企业客户，并将慈善服务改为商业服务。
目前，很多公司都会提供这项服务。由于电话口译可以将口译服务“虚拟化”，所以其中大多数公司都会利用这点，在世界范围提供电话口译服务。与笔译类似，很多组织提供的口译领域包括一般口译，同时也涵盖一些具有领域特殊性的口译服务，例如法律、医疗、药物以及其他专业领域口译服务。

## 设备
用户通过电话或具有网际协议通话技术（VoIP）功能的电脑来使用电话口译服务。但是如果对话的双方处于同一场所，那么使用双听筒手机可以省去双方需要反复传递电话的困扰。电话口译有时也会使用免提电话，但是这种方式会对对话的保密性以及口译员造成挑战，因为周围的噪音有可能会影响口译员的听力。
电话口译提供商——CyraCom第一次在提供电话口译服务时使用了双听筒电话，而使用双听筒电话如今已经相当普遍。英国政府的电话口译提供商也为其特别定制了一种双听筒电话。 通常来说，这些公司会向客户出租或出售电话，但是作为合同的一部分，他们也会将电话送给主要客户。而如今，客户可以直接买到双听筒电话。这使他们可以不用通过电话口译公司就可以得到双听筒电话。
如果对话双方中的一方失聪、听力障碍或有语言障碍，那么对话可以通过视频连接以及必要的视频远程通讯设备，由不在场的手语口译员帮助完成。
一些提供商，如CyraCom，开发了手机app来提供口译服务。 CyraCom手机app使医疗服务机构能够使用移动设备与口译员取得联系，大大节省了医生与患者互动的时间。

## 供应模式
提供电话口译通常通过两种形式实现 。
- 自动模式：使用交互式语音应答系统(IVR)，将口语的或键控式双音多频(DTMF)数据转换为以特定语言（通过独一无二的语言编码识别）要求联系口译员的请求。一些公司，如CyraCom，已经使用这种语音识别技术，为需要快速联系口译员的客户节省时间。在此之前，客户在联系口译员之前，需要查询三位的语言编码。.[17]

- 话务员引导模式：话务员接听客户电话，收集必要信息，联系口译员。这种模式的口译服务更适合在紧急服务领域使用。因为在这种情况下，顾客通常对语言编码一无所知。

其他一些具有资质的公司也会提供上述两种混合的口译供应模式。
在这种模式下，客户可以：
- 拨打服务电话
- 在单层交互式语音应答系统(IVR)中通过电话按键输入账户编号
- 客服中心人员能够提前了解拨打电话的顾客的身份，并调取其他相关的信息（包括需要的语种）

## 用途
电话口译在各个场合都被广泛使用，例如医疗服务、政府、金融、紧急呼叫中心（如“911”，“122”）等。在一些情况下，对话双方需要借助电话交流，如顾客与客服中心、民众与紧急呼叫中心等。 在这种情况下，电话口译能够更加凸显其价值。电话口译可以帮助人们在电话中提交申请，也可以帮助个人解决账户问题。
在对话双方中的其中一方失聪、听力障碍或有语言障碍时，通过远程视频口译（VRI）或可视手语服务(VRS)提供电话口译服务也是十分有帮助的。在这种情况下，需要翻译的语言通常是两个同根语言，如法国手语和法语、西班牙手语和西班牙语、英国手语和英语以及美国手语和英语（英国手语与美国手语完全不同）等。掌握多种语言的手语口译员也可以提供服务，他们可以在不同种类的手语之间翻译，但是这种情况比较少见。这种翻译活动要求译员做出相当大的努力，因为每种手语都是具有其独特的构造和句法的自然语言，与其同根的出声语言有很多不同。

## 市场
在2007 年，全世界范围内的电话口译市场规模约为7亿美元。而据估计，其中5亿美元来自美国。行业数据分析公司——Common Sense Advisory预测，在2012年，口译市场总规模将达12亿美元，与2007年相比增长70%。电话口译发展已呈国际化态势，世界许多国家都有电话口译服务公司，包括美国、荷兰、瑞典、法国、英国、加拿大、印度、中国、挪威、西班牙以及香港。